# 슈퍼모델 2018 서바이벌
《슈퍼모델 2018 서바이벌》은 SBS Plus에서 2018년에 방송된 슈퍼모델 선발 프로그램이다. 1600명이 지원했으며, 30명이 본선에 진출했다.

## 수상
- 대상 : 윤준협
- 바디프렌드 브레인마사지상 : 김수연
- TOP 7 : 김민진, 김수연, 박민영, 윤정민, 윤준협, 이가흔, 이선정
- DREAM pick상 : 김민진
- 엘로엘상 : 이유리
- 셀리턴상 : 김민진
- 비온코리아상 : 김어진
- 더브랙스완상 : 윤준협
- 리더스코스메틱상 : 박제린
- 뉴화청국제여행사상 : 박민영
- UN&IT상 : 김수연
- WE pick상 : 남궁경희